# Marquette-lez-Lille
Marquette-lez-Lille és un municipi francès a la regió dels Alts de França, al departament de Nord. L'any 2006 tenia 9.933 habitants. Limita al nord-oest amb Verlinghem, al nord amb Wambrechies, al nord-est amb Bondues, a l'est amb Marcq-en-Barœul, al sud-oest amb Saint-André-lez-Lille i al sud-est amb La Madeleine.

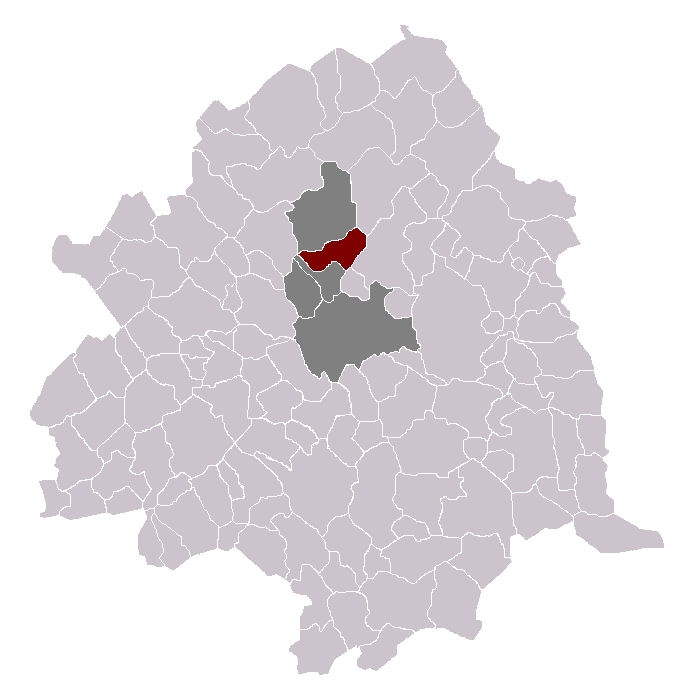
Ubicació de Marquette-lez-Lille dins del seu cantó i districte

| Evolució de la població |      |      |       |       |       |       |       |       |
| 1793                    | 1800 | 1806 | 1821  | 1831  | 1836  | 1841  | 1846  | 1851  |
| 1 221                   | 872  | 875  | 1 024 | 1 316 | 1 366 | 1 461 | 1 746 | 1 887 |

| 1856  | 1861  | 1866  | 1872  | 1876  | 1881  | 1886  | 1891  | 1896  |
| ----- | ----- | ----- | ----- | ----- | ----- | ----- | ----- | ----- |
| 2 244 | 2 489 | 2 867 | 3 069 | 3 250 | 3 770 | 4 307 | 4 722 | 4 930 |

| 1901  | 1906  | 1911  | 1921  | 1926  | 1931  | 1936  | 1946  | 1954  |
| ----- | ----- | ----- | ----- | ----- | ----- | ----- | ----- | ----- |
| 5 005 | 5 477 | 5 610 | 5 151 | 6 006 | 6 330 | 6 548 | 6 067 | 6 741 |

| 1962  | 1968  | 1975  | 1982  | 1990   | 1999   | 2006 | 2011 | 2016 |
| ----- | ----- | ----- | ----- | ------ | ------ | ---- | ---- | ---- |
| 8 050 | 9 007 | 8 244 | 7 880 | 11 013 | 10 822 | -    | -    | -    |

| 2019 | - | - | - | - | - | - | - | - |
| ---- | - | - | - | - | - | - | - | - |
| -    | - | - | - | - | - | - | - | - |